# Список MIME-типов
Internet Media Types, также известные как MIME-типы (Multipurpose Internet Mail Extensions), представляют собой стандарты для обозначения типов данных, которые могут быть переданы посредством сети Интернет с применением стандарта MIME. MIME-типы используются для указания формата данных, отправляемых и получаемых в электронной почте, веб-браузерах и других интернет-приложениях. 
Каждый MIME-тип состоит из двух частей: основной тип и подтип, разделенные слешем. Например, `text/plain` указывает на простой текстовый файл, где `text` — это основной тип, а `plain` — подтип. Это позволяет клиентским приложениям и серверам корректно обрабатывать и интерпретировать данные файлы, предоставляя информацию о том, как с ними работать.
MIME-типы играют ключевую роль в различных интернет-протоколах, таких как HTTP, SMTP и SIP, обеспечивая интероперабельность и совместимость между различными системами и приложениями. MIME-типы также используются для кодирования бинарных данных в текстовый формат, что особенно важно для передачи данных в электронной почте и других текстовых протоколах.
Ниже приведён список MIME-заголовков и расширений файлов, которые соответствуют различным типам данных, используемым в интернете.

## Общие типы
Согласно RFC 2045, RFC 2046, RFC 4288, RFC 4289 и RFC 4855, выделяются следующие базовые типы передаваемых данных:
- application: Используется для обозначения данных приложений или бинарных данных, таких как файлы программного обеспечения, документы и сжатые файлы.
- audio: Используется для обозначения аудиофайлов и потоков, таких как MP3 и Ogg.
- example: Используется для обозначения примеров данных, часто используется в документации и учебных материалах.
- image: Используется для обозначения изображений, таких как JPEG, PNG и GIF.
- message: Используется для обозначения целых сообщений, таких как электронные письма.
- model: Используется для обозначения 3D-моделей и данных, связанных с ними, таких как VRML и 3D-объекты.
- multipart: Используется для обозначения сообщений, состоящих из нескольких частей, таких как вложения в электронной почте.
- text: Используется для обозначения текстовых данных, таких как HTML, CSS и простые текстовые файлы.
- video: Используется для обозначения видеофайлов и потоков, таких как MP4 и WebM.

Эти базовые типы служат основой для создания более конкретных подтипов, которые предоставляют детальную информацию о формате и содержимом данных. Например, подтип `text/html` указывает на HTML-документ, который является подтипом базового типа `text`.
Эти стандарты, разработанные и поддерживаемые Инженерным советом Интернета (IETF) и другими организациями, обеспечивают единообразие и совместимость в передаче данных в интернете. Полный список зарегистрированных MIME-типов доступен в базе данных IANA, которая управляет регистрацией и поддержкой этих типов.

## История и развитие
Стандарт MIME был разработан в начале 1990-х годов для расширения возможностей электронной почты, которая изначально поддерживала передачу только текстовых сообщений в кодировке ASCII. С введением MIME стало возможным передавать мультимедийные данные, такие как изображения, аудио и видео, а также бинарные файлы, такие как документы и архивы. Первый набор спецификаций MIME был опубликован в 1992 году и включал в себя несколько RFC (Request for Comments), таких как RFC 2045, RFC 2046 и RFC 2047.

## Структура MIME-типа
Каждый MIME-тип состоит из двух частей: основной тип и подтип, разделенные слешем. Основной тип указывает на общую категорию данных (например, текст, изображение или видео), а подтип предоставляет более детальную информацию о формате данных. Например, MIME-тип `text/html` указывает на HTML-документ, где `text` — это основной тип, а `html` — подтип.
Примеры MIME-типов:
- `text/plain`: Простой текст без форматирования.
- `image/jpeg`: Изображение в формате JPEG.
- `audio/mpeg`: Аудиофайл в формате MP3.
- `application/pdf`: Документ в формате PDF.
- `video/mp4`: Видеофайл в формате MP4.

## Использование в HTTP
MIME-типы играют важную роль в протоколе HTTP, который используется для передачи данных в интернете. В заголовке ответа сервера `Content-Type` указывается MIME-тип возвращаемого контента, что позволяет браузеру или другому клиентскому приложению правильно обработать и отобразить данные.
Пример заголовка `Content-Type`:
Этот заголовок указывает, что возвращаемый контент является HTML-документом, закодированным в кодировке UTF-8.

## MIME-типы и электронная почта
MIME-типы также широко используются в электронной почте для кодирования и передачи вложений. С помощью MIME-типов можно отправлять изображения, документы, архивы и другие файлы в электронных письмах. MIME-заголовки в сообщении электронной почты указывают на тип содержимого и кодировку.
Пример заголовков MIME в электронной почте:
Этот заголовок указывает, что сообщение содержит несколько частей с различными типами данных.

## Регистрация MIME-типов
Регистрация MIME-типов управляется IANA (Интернет-администрация адресного пространства). IANA поддерживает базу данных зарегистрированных MIME-типов, которая доступна на их веб-сайте. Для регистрации нового MIME-типа необходимо подать заявку, которая проходит процесс рассмотрения и одобрения.

## Использование MIME-типов в других протоколах
Помимо HTTP и электронной почты, MIME-типы также используются в других интернет-протоколах, таких как SIP (Session Initiation Protocol) и WebSocket. Они играют важную роль в обеспечении совместимости и интероперабельности между различными системами и приложениями.

### application
MIME-типы с префиксом `application` используются для обозначения данных, которые предназначены для обработки определенными программами или приложениями. Они охватывают широкий спектр форматов, от текстовых документов до двоичных данных.
- application/atom+xml: Atom (RFC 4287)
- application/EDI-X12: EDI X12 (RFC 1767)
- application/EDIFACT: EDI EDIFACT (RFC 1767)
- application/json: JavaScript Object Notation JSON (RFC 8259)
- application/javascript: JavaScript (RFC 4329)
- application/octet-stream: Двоичный файл без указания формата (RFC 2046)[4]
- application/ogg: Ogg (RFC 5334)
- application/pdf: Portable Document Format, PDF (RFC 3778)
- application/postscript: PostScript (RFC 2046)
- application/soap+xml: SOAP (RFC 3902)
- application/font-woff: Web Open Font Format[5]
- application/xhtml+xml: XHTML (RFC 3236)
- application/xml-dtd: DTD (RFC 3023)
- application/xop+xml: XOP (RFC 5023)
- application/zip: ZIP[6]
- application/gzip: Gzip (RFC 6713)
- application/x-bittorrent: BitTorrent
- application/x-tex: TeX
- application/xml: XML (RFC 7303)
- application/msword: DOC
- application/vnd.openxmlformats-officedocument.wordprocessingml.document: DOCX
- application/vnd.openxmlformats-officedocument.spreadsheetml.sheet: XLSX
- application/vnd.ms-excel: XLS
- application/vnd.ms-powerpoint: PPT
- application/vnd.openxmlformats-officedocument.presentationml.presentation: PPTX
- application/x-yaml: YAML
- application/vnd.api+json: JSON:API (RFC 8134)
- application/ld+json: JSON-LD (Linked Data) (RFC 8519)
- application/vnd.mozilla.xul+xml: XUL (XML User Interface Language)
- application/vnd.android.package-archive: APK
- application/x-tar: TAR
- application/x-rar-compressed: RAR

Эти MIME-типы используются для различного рода файлов, начиная от текстовых форматов и заканчивая двоичными файловыми архивами и форматами, специфичными для приложений, таких как Microsoft Word или JSON API. Указание правильного MIME-типа помогает клиентским приложениям (например, браузерам) корректно обрабатывать и отображать файлы.

### audio
MIME-типы с префиксом `audio` используются для обозначения аудиофайлов различных форматов. Эти типы данных могут включать в себя как сжатые, так и несжатые аудиоформаты, а также потоки аудио.
- audio/basic: mulaw аудио, 8 кГц, 1 канал (RFC 2046)
- audio/L24: 24bit Linear PCM аудио, 8-48 кГц, 1-N каналов (RFC 3190)
- audio/mp4: MP4 аудио (RFC 4337)
- audio/aac: AAC
- audio/mpeg: MP3 или др. MPEG аудио (RFC 3003)
- audio/ogg: Ogg Vorbis, Speex, Flac или др. аудио (RFC 5334)
- audio/vorbis: Vorbis (RFC 5215)
- audio/x-ms-wma: Windows Media Audio[7]
- audio/x-ms-wax: Windows Media Audio перенаправление
- audio/vnd.rn-realaudio: RealAudio[8]
- audio/vnd.wave: WAV (RFC 2361)
- audio/webm: WebM
- audio/flac: FLAC (Free Lossless Audio Codec)
- audio/amr: AMR
- audio/3gpp: 3GPP контейнер (RFC 3839)
- audio/3gpp2: 3GPP2 контейнер
- audio/x-aiff: AIFF
- audio/x-matroska: Matroska аудио
- audio/x-flac: FLAC (Free Lossless Audio Codec)
- audio/x-wav: WAV (Waveform Audio File Format)
- audio/x-ape: Monkey's Audio (APE)
- audio/x-m4a: M4A (MPEG-4 Audio)
- audio/x-ogg: Ogg аудио
- audio/x-scpls: PLS плейлист
- audio/x-mpegurl: M3U плейлист
- audio/opus: Opus (RFC 7587)

Эти MIME-типы охватывают широкий спектр аудиоформатов, от старых и устоявшихся, таких как WAV и MP3, до современных и эффективных, таких как Opus и FLAC. Правильное указание MIME-типа помогает клиентским приложениям и браузерам корректно идентифицировать и воспроизводить аудиофайлы.

### image
MIME-типы с префиксом `image` используются для обозначения различных форматов изображений. Эти типы данных могут включать в себя как растровые, так и векторные изображения.
- image/gif: GIF (RFC 2045 и RFC 2046) — формат сжатия изображений с поддержкой анимации.
- image/jpeg: JPEG (RFC 2045 и RFC 2046) — популярный формат сжатия изображений с потерями, часто используемый для фотографий.
- image/pjpeg: JPEG — прогрессивный JPEG, где изображение загружается постепенно, улучшая качество по мере загрузки.[9]
- image/png: Portable Network Graphics (RFC 2083) — формат сжатия изображений без потерь, поддерживающий прозрачность.[10]
- image/svg+xml: SVG — масштабируемая векторная графика, основанная на XML.[11]
- image/tiff: TIFF (RFC 3302) — формат для хранения растровых графических изображений, часто используемый в полиграфии.
- image/vnd.microsoft.icon: ICO — формат иконок, используемый в операционных системах Microsoft Windows.[12]
- image/vnd.wap.wbmp: WBMP — формат монохромных (черно-белых) изображений, используемый в WAP.
- image/webp: WebP — формат сжатия изображений, разработанный Google, поддерживающий как сжатие с потерями, так и без потерь.[13]
- image/heif: High Efficiency Image File Format (HEIF) — формат контейнера для хранения изображений и последовательностей изображений, сжатых с использованием HEVC.[14]
- image/heic: High Efficiency Image Coding (HEIC) — формат изображения, использующий сжатие HEVC, часто используемый в устройствах Apple.[15]
- image/avif: AV1 Image File Format (AVIF) — формат изображения, использующий сжатие AV1, предлагающий высокоэффективное сжатие.[16]

Эти MIME-типы охватывают широкий спектр форматов изображений, от старых и устоявшихся, таких как GIF и JPEG, до современных и эффективных, таких как HEIC и AVIF. Правильное указание MIME-типа помогает клиентским приложениям и браузерам корректно идентифицировать и отображать изображения.

### message
MIME-типы с префиксом `message` используются для обозначения различных форматов сообщений, таких как электронная почта, HTTP-сообщения и уведомления о доставке сообщений. Эти типы данных могут включать в себя как простые текстовые сообщения, так и сложные структурированные документы.
- message/http: HTTP-сообщения, содержащие запрос и ответ, включая заголовки и тело сообщения. (RFC 2616) — [Hypertext Transfer Protocol -- HTTP/1.1](https://www.ietf.org/rfc/rfc2616.txt)
- message/imdn+xml: IMDN (Instant Message Disposition Notification) — формат уведомлений о доставке сообщений, использующий XML. (RFC 5438) — [Instant Message Disposition Notification (IMDN)](https://www.ietf.org/rfc/rfc5438.txt)
- message/partial: Используется для передачи частичных сообщений в электронной почте, чтобы разбивать большие сообщения на несколько частей. (RFC 2045 и RFC 2046) — [MIME (Multipurpose Internet Mail Extensions) Part One: Format of Internet Message Bodies](https://www.ietf.org/rfc/rfc2045.txt) и [Part Two: Media Types](https://www.ietf.org/rfc/rfc2046.txt)
- message/rfc822: Формат электронных сообщений, используемый для передачи электронных писем. Может включать файлы-расширения EML, MHT и MHTML. (RFC 2045 и RFC 2046) — [Standard for the Format of ARPA Internet Text Messages](https://www.ietf.org/rfc/rfc822.txt)
- message/sip: Session Initiation Protocol (SIP) — используется для передачи SIP-сообщений, которые необходимы для инициирования, изменения и завершения сеансов в реальном времени, таких как телефонные звонки и видеоконференции. (RFC 3261) — [SIP: Session Initiation Protocol](https://www.ietf.org/rfc/rfc3261.txt)
- message/sipfrag: Части SIP-сообщений, используемые для передачи фрагментов SIP-сообщений. (RFC 3420) — [Internet Message Fragmentation](https://www.ietf.org/rfc/rfc3420.txt)
- message/tracking-status: Используется для передачи информации о состоянии отслеживания сообщений электронной почты. (RFC 3886) — [Message Tracking Query Protocol](https://www.ietf.org/rfc/rfc3886.txt)
- message/disposition-notification: Используется для передачи уведомлений о получении и прочтении электронных сообщений. (RFC 8098) — [Message Disposition Notification](https://www.ietf.org/rfc/rfc8098.txt)
- message/global: Используется для международных сообщений электронной почты, поддерживающих Unicode. (RFC 6532) — [Internationalized Email Headers](https://www.ietf.org/rfc/rfc6532.txt)
- message/global-headers: Только заголовки международных сообщений электронной почты, поддерживающих Unicode. (RFC 6532) — [Internationalized Email Headers](https://www.ietf.org/rfc/rfc6532.txt)
- message/global-delivery-status: Используется для передачи статуса доставки международных сообщений электронной почты, поддерживающих Unicode. (RFC 6533) — [Delivery Status Notifications for Internationalized Email](https://www.ietf.org/rfc/rfc6533.txt)
- message/global-disposition-notification: Используется для передачи уведомлений о получении и прочтении международных электронных сообщений, поддерживающих Unicode. (RFC 6533) — [Delivery Status Notifications for Internationalized Email](https://www.ietf.org/rfc/rfc6533.txt)
- message/feedback-report: Используется для передачи отчетов о доставке и спаме. (RFC 5965) — [An Extensible Format for Email Feedback Reports](https://www.ietf.org/rfc/rfc5965.txt)
- message/delivery-status: Используется для передачи статуса доставки сообщений электронной почты. (RFC 3464) — [An Extensible Message Format for Delivery Status Notifications](https://www.ietf.org/rfc/rfc3464.txt)
- message/external-body: Ссылка на внешнее тело сообщения, которое должно быть загружено отдельно. (RFC 2045 и RFC 2046) — [MIME Part One: Format of Internet Message Bodies](https://www.ietf.org/rfc/rfc2045.txt) и [MIME Part Two: Media Types](https://www.ietf.org/rfc/rfc2046.txt)
- message/news: Формат сообщений для групп новостей (Usenet). (RFC 1036) — [Standard for Interchange of USENET Messages](https://www.ietf.org/rfc/rfc1036.txt)
- message/notification: Используется для передачи уведомлений о различных событиях. (RFC 6276) — [Session Initiation Protocol (SIP) Event Notification](https://www.ietf.org/rfc/rfc6276.txt)
- message/vnd.wfa.wsc: Используется для сообщений Wi-Fi Simple Configuration. — [WFA Simple Configuration Technical Specification](https://www.wi-fi.org/file/wsc-tech-spec-v2-0-0)
- message/cpim: Используется для передачи сообщений в формате Common Profile for Instant Messaging (CPIM). (RFC 3862) — [Common Presence and Instant Messaging: Message Format](https://www.ietf.org/rfc/rfc3862.txt)
- message/si: Используется для передачи сервисных уведомлений в системе Wireless Application Protocol (WAP). — [WAP Service Indication Specification](https://www.openmobilealliance.org/release/WAP/)

Эти MIME-типы охватывают широкий спектр форматов сообщений, от протоколов передачи данных, таких как HTTP и SIP, до структурированных форматов электронной почты и уведомлений о доставке. Правильное указание MIME-типа помогает клиентским приложениям и серверам корректно обрабатывать и интерпретировать сообщения.

### model
MIME-типы с префиксом `model` используются для обозначения различных форматов 3D-моделей. Эти типы данных включают в себя как векторные, так и растровые представления трехмерных объектов, используемые в различных приложениях, от CAD-систем до виртуальной реальности.
- model/example: Пример MIME-типа для 3D-моделей, обычно используемый для тестирования и демонстрации. (RFC 4735) — [RFC 4735: example Media Type](https://www.ietf.org/rfc/rfc4735.txt)
- model/iges: Формат для передачи данных CAD-систем, используется для межплатформенной совместимости. IGS файлы, IGES файлы (RFC 2077) — [IGES (Initial Graphics Exchange Specification)](https://www.ietf.org/rfc/rfc2077.txt)
- model/mesh: Формат для 3D-сеток, используемый в научных расчётах и визуализациях. MSH файлы, MESH файлы (RFC 2077), SILO файлы — [RFC 2077: MIME MESH Media Type](https://www.ietf.org/rfc/rfc2077.txt)
- model/vrml: Формат для представления интерактивных 3D-объектов и сцен. WRL файлы, VRML файлы (RFC 2077) — [Virtual Reality Modeling Language](https://www.ietf.org/rfc/rfc2077.txt)
- model/x3d+binary: X3D — ISO стандарт для 3D компьютерной графики, представление в двоичном формате. X3DB файлы — [X3D ISO Standard](https://www.web3d.org/x3d/specifications/)
- model/x3d+vrml: X3D — ISO стандарт для 3D компьютерной графики, представление в формате VRML. X3DV VRML файлы — [X3D ISO Standard](https://www.web3d.org/x3d/specifications/)
- model/x3d+xml: X3D — ISO стандарт для 3D компьютерной графики, представление в XML формате. X3D XML файлы — [X3D ISO Standard](https://www.web3d.org/x3d/specifications/)
- model/obj: Формат файлов 3D-моделей, разработанный компанией Wavefront Technologies. Используется в различных 3D-графических приложениях. OBJ файлы — [Wavefront .obj file]
- model/stl: Формат для стереолитографии, используется для 3D-печати и CAD систем. STL файлы — [STL (file format)])
- model/u3d: Формат файлов Universal 3D, используемый для обмена 3D-данными. U3D файлы — [Universal 3D (U3D)]
- model/gltf+json: JSON-представление формата GL Transmission Format (glTF), используемого для передачи и загрузки 3D-моделей. GLB файлы — [glTF (GL Transmission Format)](https://www.khronos.org/gltf/)
- model/gltf-binary: Двоичное представление формата GL Transmission Format (glTF), используемого для передачи и загрузки 3D-моделей. GLB файлы — [glTF (GL Transmission Format)](https://www.khronos.org/gltf/)
- model/3mf: Формат файлов 3D Manufacturing Format (3MF), предназначенный для упрощения обмена 3D-моделями между приложениями и принтерами. 3MF файлы — [3D Manufacturing Format (3MF)](https://3mf.io/specification/)
- model/vnd.collada+xml: Формат файлов COLLADA, используемый для обмена цифровыми активами между графическим программным обеспечением. DAE файлы — [COLLADA (COLLAborative Design Activity)](https://www.khronos.org/collada/)

Эти MIME-типы охватывают широкий спектр форматов 3D-моделей, от межплатформенных стандартов, таких как IGES и STL, до форматов, используемых в современных приложениях и виртуальной реальности, таких как glTF и X3D. Правильное указание MIME-типа помогает клиентским приложениям и серверам корректно обрабатывать и визуализировать 3D-модели.

### multipart
MIME-типы с префиксом `multipart` используются для обозначения сообщений, состоящих из нескольких частей. Они позволяют объединять несколько элементов, таких как текст, файлы и различные медиа-ресурсы, в одно сообщение. Эти типы данных широко используются в электронной почте и веб-формах.
- multipart/mixed: Используется для объединения нескольких частей в одно сообщение, где каждая часть независима от других. Чаще всего используется в электронной почте для вложения файлов. (RFC 2045 и RFC 2046) — [MIME (Multipurpose Internet Mail Extensions) Part One: Format of Internet Message Bodies](https://www.ietf.org/rfc/rfc2045.txt) и [Part Two: Media Types](https://www.ietf.org/rfc/rfc2046.txt). Пример: MIME.
- multipart/alternative: Позволяет включать несколько версий одного и того же контента, таких как текстовая и HTML версии сообщения. Получатель может выбрать наиболее подходящую версию для отображения. (RFC 2045 и RFC 2046) — [MIME (Multipurpose Internet Mail Extensions) Part One: Format of Internet Message Bodies](https://www.ietf.org/rfc/rfc2045.txt) и [Part Two: Media Types](https://www.ietf.org/rfc/rfc2046.txt). Пример: MIME.
- multipart/related: Используется для объединения связанных частей, таких как HTML документ и связанные с ним изображения. Часто используется в MHTML (HTML mail). (RFC 2387) — [The MIME Multipart/Related Content-type](https://www.ietf.org/rfc/rfc2387.txt). Пример: MIME.
- multipart/form-data: Используется для передачи данных веб-форм, включает текстовые поля и файлы. Чаще всего используется в HTTP POST запросах. (RFC 2388) — [Returning Values from Forms: multipart/form-data](https://www.ietf.org/rfc/rfc2388.txt). Пример: MIME.
- multipart/signed: Используется для передачи криптографически подписанных сообщений, обеспечивая целостность и подлинность данных. (RFC 1847) — [Security Multiparts for MIME: Multipart/Signed and Multipart/Encrypted](https://www.ietf.org/rfc/rfc1847.txt).
- multipart/encrypted: Используется для передачи зашифрованных сообщений, обеспечивая конфиденциальность данных. (RFC 1847) — [Security Multiparts for MIME: Multipart/Signed and Multipart/Encrypted](https://www.ietf.org/rfc/rfc1847.txt).
- multipart/byteranges: Используется для передачи диапазонов байтов в HTTP ответах. Позволяет клиентам загружать только часть файла, что полезно для возобновления прерванных загрузок. (RFC 7233) — [Hypertext Transfer Protocol (HTTP/1.1): Range Requests](https://www.ietf.org/rfc/rfc7233.txt).
- multipart/digest: Используется для объединения нескольких сообщений, таких как электронные письма, в одно сообщение. Полезно для групповой пересылки сообщений. (RFC 2046) — [MIME Part Two: Media Types](https://www.ietf.org/rfc/rfc2046.txt).
- multipart/report: Используется для передачи отчетов о доставке, статусе и неудачной доставке сообщений электронной почты. (RFC 6522) — [The Multipart/Report Media Type for the Reporting of Mail System Administrative Messages](https://www.ietf.org/rfc/rfc6522.txt).
- multipart/encrypted+gpg: Используется для передачи зашифрованных сообщений с использованием OpenPGP. (RFC 3156) — [MIME Security with OpenPGP](https://www.ietf.org/rfc/rfc3156.txt).
- multipart/x-mixed-replace: Специальный тип, использующийся для потоковой передачи данных, таких как видео. Позволяет заменять части данных на лету. (Пример: MJPEG стримы).

Эти MIME-типы охватывают широкий спектр форматов, от простого объединения файлов до сложных криптографически защищенных сообщений. Правильное указание MIME-типа помогает клиентским приложениям и серверам корректно обрабатывать и интерпретировать составные сообщения.

### text
MIME-типы с префиксом `text` используются для обозначения текстовых данных в различных форматах. Эти типы данных могут включать в себя как простые текстовые файлы, так и структурированные документы, такие как HTML и CSS.
- text/cmd: Команды для выполнения в командной строке или скриптах.
- text/css: Cascading Style Sheets (CSS) — используется для описания внешнего вида HTML и XML документов. (RFC 2318) — [The text/css Media Type](https://www.ietf.org/rfc/rfc2318.txt)
- text/csv: Comma-Separated Values (CSV) — табличные данные, разделенные запятыми. (RFC 4180) — [Common Format and MIME Type for Comma-Separated Values (CSV) Files](https://www.ietf.org/rfc/rfc4180.txt)
- text/html: HyperText Markup Language (HTML) — язык разметки для создания веб-страниц. (RFC 2854) — [The 'text/html' Media Type](https://www.ietf.org/rfc/rfc2854.txt)
- text/javascript (Obsolete): JavaScript — язык сценариев для веб-страниц. (RFC 4329) — [Scripting Media Types](https://www.ietf.org/rfc/rfc4329.txt)
- text/plain: Простой текст без форматирования. (RFC 2046 и RFC 3676) — [MIME Part Two: Media Types](https://www.ietf.org/rfc/rfc2046.txt) и [The Text/Plain Format and DelSp Parameters](https://www.ietf.org/rfc/rfc3676.txt)
- text/php: Скрипты на языке PHP.
- text/xml: Extensible Markup Language (XML) — язык разметки, используемый для хранения и передачи данных. (RFC 3023) — [XML Media Types](https://www.ietf.org/rfc/rfc3023.txt)
- text/markdown: Файл языка разметки Markdown, используемый для создания простого форматированного текста. (RFC 7763) — [The text/markdown Media Type](https://www.ietf.org/rfc/rfc7763.txt)
- text/cache-manifest: Файл манифеста, используемый для офлайн веб-приложений. (RFC 2046) — [MIME Part Two: Media Types](https://www.ietf.org/rfc/rfc2046.txt)

1. 1.     1. Дополнительные MIME-типы

- text/x-csharp: Файлы исходного кода на языке C#. Файлы с расширением `.cs`.
- text/rtf: Rich Text Format (RTF) — формат текстовых документов, поддерживающий простое форматирование. (RFC 1896) — [The text/enriched MIME Content-type](https://www.ietf.org/rfc/rfc1896.txt)
- text/vcard: vCard — формат электронных визитных карточек. (RFC 6350) — [vCard Format Specification](https://www.ietf.org/rfc/rfc6350.txt)
- text/vtt: WebVTT — формат для отображения субтитров и текстовых трансляций в веб-видео. (W3C Recommendation) — [WebVTT: The Web Video Text Tracks Format](https://www.w3.org/TR/webvtt1/)
- text/x-java-source: Файлы исходного кода на языке Java.
- text/x-python: Файлы исходного кода на языке Python.
- text/x-c: Файлы исходного кода на языке C.
- text/x-c++: Файлы исходного кода на языке C++.
- text/x-perl: Скрипты на языке Perl.
- text/x-r: Скрипты на языке R.
- text/x-shellscript: Скрипты для оболочки командной строки, такие как Bash.
- text/x-sql: SQL-запросы и скрипты.
- text/x-yaml: YAML — формат сериализации данных, часто используемый для конфигурационных файлов. — [YAML Ain't Markup Language (YAML™) Version 1.2](https://yaml.org/spec/1.2/spec.html)
- text/x-asm: Файлы исходного кода на языке ассемблера.
- text/x-sass и text/x-scss: Файлы стилей SASS и SCSS.
- text/x-markdown: Альтернативное обозначение для Markdown файлов.
- text/x-handlebars-template: Шаблоны Handlebars.
- text/x-lua: Скрипты на языке Lua.
- text/x-vue: Шаблоны для фреймворка Vue.js.
- text/x-go: Файлы исходного кода на языке Go.
- text/x-rustsrc: Файлы исходного кода на языке Rust.

Эти MIME-типы охватывают широкий спектр текстовых форматов, от простого текста и языков разметки до различных языков программирования и специализированных форматов. Правильное указание MIME-типа помогает клиентским приложениям и серверам корректно обрабатывать и интерпретировать текстовые данные.

### video
MIME-типы с префиксом `video` используются для обозначения различных форматов видеофайлов. Эти типы данных могут включать в себя как сжатые, так и несжатые видеоформаты, а также потоки видео.
- video/mpeg: MPEG-1 — формат кодирования видео и аудио (RFC 2045 и RFC 2046). — [Multipurpose Internet Mail Extensions (MIME) Part One: Format of Internet Message Bodies](https://www.ietf.org/rfc/rfc2045.txt)
- video/mp4: MP4 — формат мультимедийных файлов, использующийся для хранения видео, аудио и других данных (RFC 4337). — [MIME Type Registration for MPEG-4](https://www.ietf.org/rfc/rfc4337.txt)
- video/ogg: Ogg Theora или другое видео (RFC 5334). — [Ogg Media Types](https://www.ietf.org/rfc/rfc5334.txt)
- video/quicktime: QuickTime — формат мультимедийных файлов, разработанный Apple. — [QuickTime Media Types](http://www.iana.org/assignments/media-types/video/quicktime)
- video/webm: WebM — формат видеофайлов, разработанный Google, основанный на VP8/VP9 видеокодеках.
- video/x-ms-wmv: Windows Media Video (WMV) — формат видеосжатия, разработанный Microsoft.
- video/x-flv: FLV — формат видеофайлов, разработанный Adobe для использования в Flash Player.
- video/x-msvideo: AVI — формат мультимедийных контейнеров, разработанный Microsoft.
- video/3gpp: Формат мультимедийных файлов, используемый на мобильных устройствах. Расширения: .3gpp, .3gp. — [3GP MIME Type](http://harvey.nu/mime_type_3g2_3gp.html)
- video/3gpp2: Расширенный формат 3GPP для сохранения мультимедийных файлов. Расширения: .3gpp2, .3g2. — [3GP MIME Type](http://harvey.nu/mime_type_3g2_3gp.html)

1. 1.     1. Дополнительные MIME-типы

- video/x-matroska: Matroska — открытый стандарт контейнера для хранения видео, аудио и субтитров. Файлы с расширением .mkv.
- video/x-f4v: F4V — расширение формата FLV, поддерживающее H.264 видео.
- video/x-m4v: M4V — формат видеофайлов, разработанный Apple, похожий на MP4.
- video/h264: Видео, закодированное с использованием стандарта H.264.
- video/h265: Видео, закодированное с использованием стандарта H.265 (HEVC).
- video/avi: Альтернативное обозначение для формата AVI.
- video/divx: DivX — формат сжатия видео, основанный на кодеке MPEG-4.
- video/x-vob: VOB — формат контейнера для DVD-Video.
- video/x-anim: ANIM — формат анимационных файлов, используемый на платформе Amiga.
- video/x-sgi-movie: SGI Movie — формат видеофайлов, используемый на рабочих станциях Silicon Graphics.
- video/x-ms-asf: Advanced Systems Format (ASF) — формат контейнера, разработанный Microsoft для мультимедийных файлов.
- video/x-ogm: Ogg Media (OGM) — формат контейнера для видео, основанный на формате Ogg.
- video/x-mjpeg: Motion JPEG — формат видеофайлов, в котором каждый кадр закодирован как отдельное изображение JPEG.
- video/x-pn-realvideo: RealVideo — формат кодирования видео, разработанный RealNetworks.

Эти MIME-типы охватывают широкий спектр видеоформатов, от старых и устоявшихся, таких как MPEG и AVI, до современных и эффективных, таких как WebM и H.265. Правильное указание MIME-типа помогает клиентским приложениям и браузерам корректно идентифицировать и воспроизводить видеофайлы.

### vnd
MIME-типы с префиксом `vnd` (vendor) используются для обозначения файлов, связанных с определенным вендором (поставщиком программного обеспечения) или приложением. Эти типы данных могут включать в себя документы, таблицы, презентации, архивы и другие специализированные форматы.
- application/vnd.oasis.opendocument.text: OpenDocument текстовые документы. — [vnd.oasis.opendocument.text](http://www.iana.org/assignments/media-types/application/vnd.oasis.opendocument.text)
- application/vnd.oasis.opendocument.spreadsheet: OpenDocument электронные таблицы. — [vnd.oasis.opendocument.spreadsheet](http://www.iana.org/assignments/media-types/application/vnd.oasis.opendocument.spreadsheet)
- application/vnd.oasis.opendocument.presentation: OpenDocument презентации. — [vnd.oasis.opendocument.presentation](http://www.iana.org/assignments/media-types/application/vnd.oasis.opendocument.presentation)
- application/vnd.oasis.opendocument.graphics: OpenDocument графические документы. — [vnd.oasis.opendocument.graphics](http://www.iana.org/assignments/media-types/application/vnd.oasis.opendocument.graphics)
- application/vnd.ms-excel: Microsoft Excel файлы.
- application/vnd.openxmlformats-officedocument.spreadsheetml.sheet: Microsoft Excel 2007 файлы.
- application/vnd.ms-excel.sheet.macroEnabled.12: Microsoft Excel 2007 файлы с макросами (.XLSM).
- application/vnd.ms-powerpoint: Microsoft PowerPoint файлы.
- application/vnd.openxmlformats-officedocument.presentationml.presentation: Microsoft PowerPoint 2007 файлы.
- application/msword: Microsoft Word файлы.
- application/vnd.openxmlformats-officedocument.wordprocessingml.document: Microsoft Word 2007 файлы.
- application/vnd.mozilla.xul+xml: Mozilla XUL файлы.
- application/vnd.google-earth.kml+xml: KML файлы (например, для Google Earth).
- application/vnd.rar: RAR файлы.

1. 1.     1. Дополнительные MIME-типы

- application/vnd.ms-project: Microsoft Project файлы.
- application/vnd.ms-outlook: Microsoft Outlook файлы.
- application/vnd.visio: Microsoft Visio файлы.
- application/vnd.lotus-1-2-3: Lotus 1-2-3 файлы.
- application/vnd.wordperfect: WordPerfect файлы.
- application/vnd.android.package-archive: Android APK файлы для установки приложений.
- application/vnd.apple.installer+xml: Файлы установщиков для приложений Apple.
- application/vnd.ms-access: Microsoft Access базы данных.
- application/vnd.apple.pages: Apple Pages документы.
- application/vnd.apple.numbers: Apple Numbers электронные таблицы.
- application/vnd.apple.keynote: Apple Keynote презентации.
- application/vnd.adobe.pdf: Adobe PDF файлы.
- application/vnd.adobe.flash.movie: Adobe Flash файлы.
- application/vnd.android.ota: OTA (Over The Air) файлы обновлений для Android.
- application/vnd.intu.qbo: Quicken файлы банковских данных.
- application/vnd.intu.qfx: Quicken файлы финансовых данных.
- application/vnd.corel-draw: CorelDRAW файлы.
- application/vnd.google-apps.document: Google Docs документы.
- application/vnd.google-apps.spreadsheet: Google Sheets электронные таблицы.
- application/vnd.google-apps.presentation: Google Slides презентации.
- application/vnd.android.package-archive: Android APK файлы.
- application/vnd.hp-hpgl: HP-GL файлы для плоттеров.
- application/vnd.smaf: SMAF файлы для музыкальных телефонов.
- application/vnd.rn-realmedia: RealMedia файлы.
- application/vnd.syncml+xml: SyncML файлы для синхронизации данных.

Эти MIME-типы охватывают широкий спектр вендорных форматов файлов, от документов и таблиц до специализированных форматов для мультимедийных приложений и установочных пакетов. Правильное указание MIME-типа помогает клиентским приложениям и серверам корректно обрабатывать и интерпретировать файлы, связанные с конкретными приложениями и вендорами.

### x
MIME-типы с префиксом `x` используются для обозначения нестандартных или экспериментальных форматов файлов. Эти типы данных могут варьироваться от специфических форматов для определенных приложений до старых или неофициальных форматов.
- application/x-www-form-urlencoded: Form Encoded Data — используется для передачи данных веб-форм в кодировке URL. — [HTML 4.01 Specification, Section 17.13.4.1](http://www.w3.org/TR/html401/interact/forms.html#h-17.13.4.1)
- application/x-dvi: DVI — формат документа для TeX.
- application/x-latex: LaTeX файлы — формат для документов, написанных на языке LaTeX.
- application/x-font-ttf: TrueType — формат шрифтов (не зарегистрированный MIME-тип, но наиболее часто используемый).
- application/x-shockwave-flash: Adobe Flash — формат для мультимедийных и интерактивных приложений. — [Adobe TechNote tn_4151](http://www.adobe.com/go/tn_4151)
- application/x-stuffit: StuffIt — формат архивов.
- application/x-rar-compressed: RAR — формат сжатых архивов.
- application/x-tar: Tarball — формат архива, используемый в Unix и Linux.
- text/x-jquery-tmpl: jQuery шаблоны.
- application/x-javascript: Старый MIME-тип для JavaScript.
- application/x-zip-compressed: Формат сжатых архивов Zip.

1. 1.     1. Дополнительные MIME-типы

- application/x-bzip: Bzip — формат сжатых файлов.
- application/x-bzip2: Bzip2 — улучшенный формат сжатых файлов.
- application/x-7z-compressed: 7z — формат архивов с высоким уровнем сжатия.
- application/x-iso9660-image: ISO — образ диска в формате ISO 9660.
- application/x-apple-diskimage: Apple Disk Image — формат образов дисков, используемый в macOS.
- application/x-debian-package: Deb — формат пакетов программного обеспечения для Debian и производных.
- application/x-rpm: RPM — формат пакетов программного обеспечения для дистрибутивов на основе RPM.
- application/x-msdownload: EXE — формат исполняемых файлов для Windows.
- application/x-ms-installer: MSI — формат установочных пакетов для Windows.
- application/x-python-code: Python байт-код.
- application/x-perl: Perl скрипты.
- application/x-ruby: Ruby скрипты.
- application/x-sh: sh — скрипты оболочки.
- application/x-csh: csh — скрипты оболочки C.
- application/x-tcl: Tcl скрипты.
- application/x-sqlite3: SQLite базы данных.
- application/x-java-archive: Java архивы (JAR-файлы).
- application/x-pkcs12: PKCS #12 (PFX) — формат хранения сертификатов и закрытых ключей.
- application/x-pkcs7-certificates: PKCS #7 — формат хранения сертификатов.
- application/x-x509-ca-cert: X.509 — сертификаты авторитетной сертификации.
- application/x-amz-json-1.1: Формат JSON, используемый в AWS (Amazon Web Services).
- audio/x-mpegurl: M3U — плейлисты для аудио.
- audio/x-wav: WAV — аудиофайлы в формате Waveform Audio File Format.
- image/x-icon: ICO — файлы иконок.
- image/x-xcf: GIMP — файлы изображений, используемые в графическом редакторе GIMP.

Эти MIME-типы охватывают широкий спектр нестандартных и экспериментальных форматов файлов, используемых в различных приложениях и системах. Правильное указание MIME-типа помогает клиентским приложениям и серверам корректно обрабатывать и интерпретировать данные файлы.

### x-pkcs
PKCS (Public Key Cryptography Standards) — набор стандартов, разработанных для обеспечения совместимости криптографических методов и форматов данных.
- application/x-pkcs12: PKCS #12 — формат для хранения сертификатов и закрытых ключей. Используется для обмена сертификатами и закрытыми ключами между системами. Файлы с расширением .p12 и .pfx. — [PKCS #12: Personal Information Exchange Syntax Standard](https://tools.ietf.org/html/rfc7292)
- application/x-pkcs7-certificates: PKCS #7 — формат для хранения пакетов сертификатов. Обычно используется для передачи цепочки сертификатов или набора сертификатов. Файлы с расширением .p7b и .spc. — [PKCS #7: Cryptographic Message Syntax Standard](https://tools.ietf.org/html/rfc2315)
- application/x-pkcs7-certreqresp: PKCS #7 — формат для хранения запросов сертификатов и ответов на них. Файлы с расширением .p7r.
- application/x-pkcs7-mime: PKCS #7 — формат для хранения зашифрованных или подписанных данных с MIME-контейнером. Используется для передачи подписанных или зашифрованных сообщений. Файлы с расширением .p7c и .p7m.
- application/x-pkcs7-signature: PKCS #7 — формат для хранения цифровых подписей. Используется для хранения подписей, которые могут быть проверены без доступа к исходному документу. Файлы с расширением .p7s.

1. 1.     1. Дополнительные сведения

PKCS (Public Key Cryptography Standards) — это набор стандартов, разработанных RSA Laboratories для стандартизации методов шифрования и форматов данных. Наиболее важные стандарты PKCS включают:
- **PKCS #1**: Стандарт для шифрования и цифровых подписей на основе RSA.
- **PKCS #3**: Протокол обмена ключами на основе алгоритма Diffie-Hellman.
- **PKCS #5**: Стандарт для схемы вывода ключей на основе пароля (PBKDF2).
- **PKCS #7**: Стандарт для криптографических сообщений, включая цифровые подписи и зашифрованные данные.
- **PKCS #8**: Стандарт для формата хранения закрытых ключей.
- **PKCS #10**: Стандарт для запросов на сертификат (CSR).
- **PKCS #12**: Стандарт для хранения и передачи закрытых ключей и сертификатов.

Эти стандарты обеспечивают совместимость и безопасность в криптографических системах, помогая различным приложениям правильно обрабатывать и обмениваться криптографическими данными.